# Oxford Castle

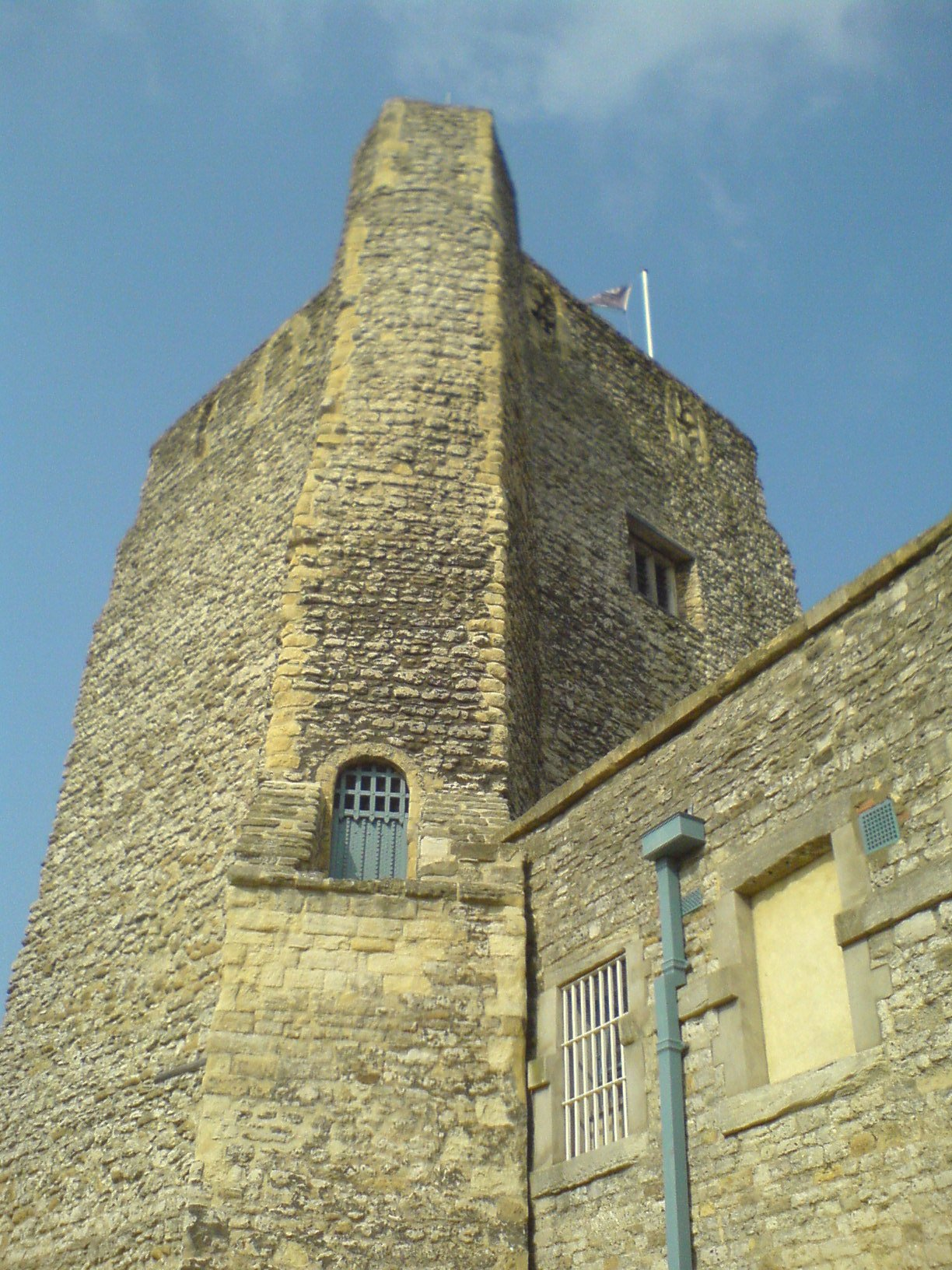
St. George's Tower des Oxford Castle

Oxford Castle ist eine große mittelalterliche Burg im normannischen Stil auf der Westseite der Innenstadt von Oxford in der englischen Grafschaft Oxfordshire. Die Burg ist heute teilweise verfallen. Der größte Teil der ursprünglich von einem Burggraben umgebenen, hölzernen Motte wurde im 11. Jahrhundert durch einen Steinbau ersetzt, der in der Anarchie eine wichtige Rolle spielte. Im 14. Jahrhundert nahm die militärische Bedeutung der Burg ab und so diente Oxford Castle hauptsächlich als Verwaltungsgebäude und Gefängnis.
Im englischen Bürgerkrieg wurde der größte Teil der Burg aus dem 11. Jahrhundert zerstört und im 18. Jahrhundert wurden die verbliebenen Gebäude zu Oxfords Stadtgefängnis. Ab 1785 entstand auf dem Gelände ein neuer Gefängniskomplex, der 1876 nochmals erweitert wurde. Dieses wurde dann zu HM Prison Oxford.
Das Gefängnis wurde 1996 geschlossen und das Gebäude zu einem Hotel der Malmaison-Kette umgebaut. Die mittelalterlichen Überreste der Burg, die Motte, der St. George's Tower und die Krypta wurden von English Heritage als historische Gebäude I. Grades gelistet und gelten als Scheduled Monument.

## Einzelnachweise

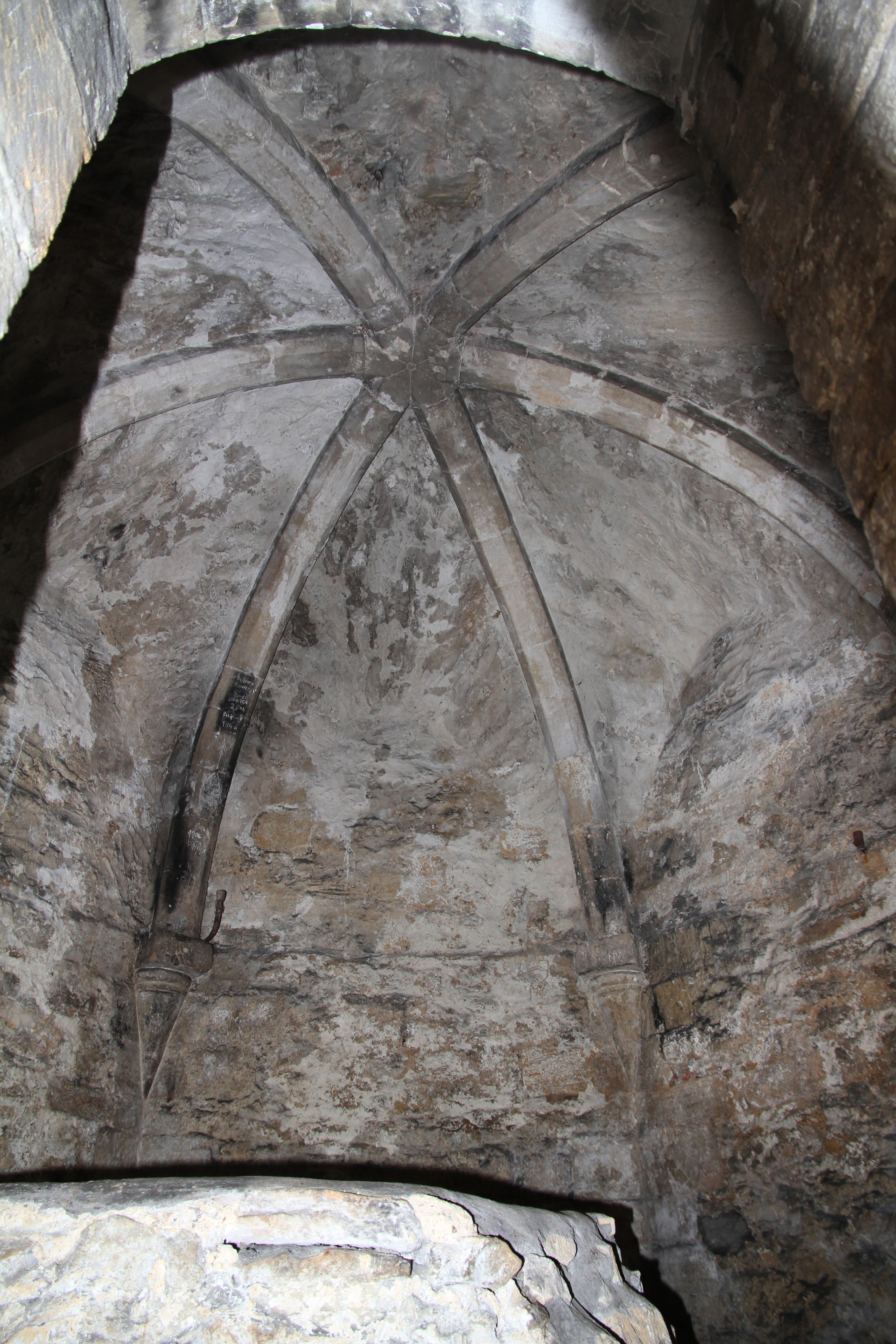
Gotisches, sechseckiges Gewölbe aus dem 13. Jahrhundert in der Brunnenhaus in der Motte

## Weblinks

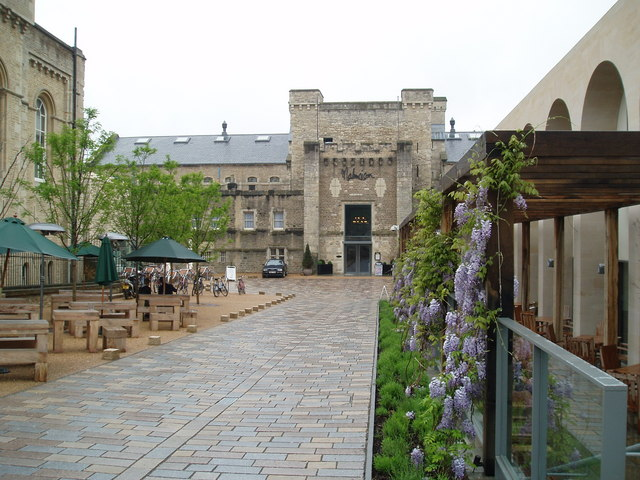
HM Prison Oxford wurde in ein Malmaison-Hotel umgebaut.

## Geschichte

### Bau
Laut der Chronik der Kirche von Abingdon wurde Oxford Castle auf Geheiß des normannischen Barons Robert D’Oyly in den Jahren 1071–1073 gebaut. D'Oyly kam zusammen mit Wilhelm dem Eroberer bei der normannischen Eroberung Englands 1066 in England an. Der König gab ihm ausgedehnte Ländereien in Oxfordshire zu Lehen. Die Stadt Oxford wurde bei der Eroberung überrannt und dabei stark beschädigt. König Wilhelm befahl D'Oyly, eine Burg bauen zu lassen, die die Stadt beherrschte. In der Folge wurde D’Oyly der größte Landbesitzer in Oxfordshire und erhielt das erbliche Amt eines Konstablers für Oxford Castle. Oxford Castle gehört nicht zu den 48 Burgen, die im Domesday Book von 1086 erwähnt werden, aber nicht alle damals existierenden Burgen wurden dort aufgeführt.
D’Oyly ließ seine Burg an der Westseite der Stadt bauen, wobei er einen Arm der Themse als Schutz für die von der Stadt abgewandte Seite der Burg nutzte. Heute heißt dieser Arm Castle Mill Stream. Er ließ den Arm teilen, sodass er als Burggraben genutzt werden konnte. Man debattiert darüber, ob sich an dieser Stelle vorher bereits eine frühere englische Burg befand. Man fand dort zwar Beweise für eine frühere angelsächsische Siedlung, die aber keine Schlüsse auf eine Festung zulassen. Oxford Castle war ganz klar eine „städtische Burg“, aber es konnte nicht geklärt werden, ob dort vorhandene Gebäude abgerissen werden mussten, um Platz für die Burg zu schaffen. Im Domesday Book ist kein Abriss von Gebäuden vermerkt, also war das Gelände durch die Zerstörungen bei der normannischen Einnahme der Stadt vielleicht schon leer. Andererseits ist es auch möglich, dass die Burg an einem existierenden Straßenzug entlang aufgebaut wurde, was nur nach dem Abriss etlicher Häuser möglich gewesen wäre.

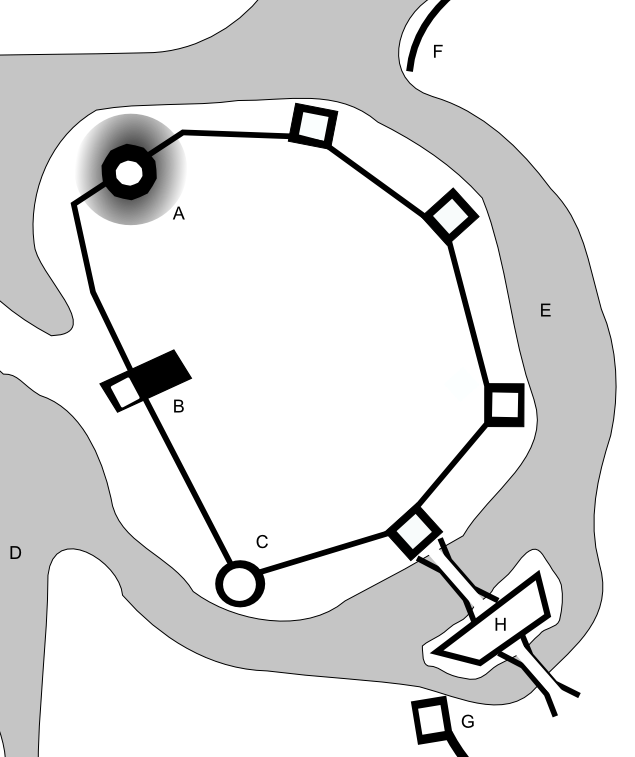
Oxford Castle um 1250. A: Donjon und Motte; B: St. George’s Tower und Kapelle; C: Round Tower; D: River Isis; E: Burggraben; F: Stadtmauer; G: Westtor; H: Barbakane.

Die erste Burg war vermutlich eine große Motte mit demselben Grundriss, wie sie D’Oyly bereits 7,5 km entfernt in Wallingford hatte bauen lassen. Die Motte war ursprünglich etwa 18 Meter hoch und 12 Meter breit, gebaut mit Mauern aus Lagen von Kieseln, die mit Lehm verklebt und verkleidet wurden. Es gab Diskussionen darüber, ob die Motte oder die Burgmauer zuerst entstanden sei. Letzteres hätte die erste Burg eher zu einem Ringwerk (ohne Motte) gemacht.
Mitte des 12. Jahrhunderts wurde Oxford Castle in Steinbauweise wesentlich erweitert. Das erste so entstandene Gebäude ist der St. George's Tower, der 1074 aus Korallenkalkstein gebaut wurde, eine Basis von 9 Metern × 9 Metern hat und aus Stabilitätsgründen nach oben hin deutlich schmäler wird. Dies war der höchst der Burgtürme, vielleicht, weil er den Zugang zum alten Westtor der Stadt beschützte.
In seinen Mauern beherbergte der Turm eine Kapelle in einer Krypta, wo früher vielleicht eine Kirche gestanden war. Diese Kryptakapelle hatte ursprünglich ein Längsschiff, eine Kanzel und eine Apsis. Sie ist in typisch normannischer Bauweise mit soliden Pfeilern und Bögen erstellt. Im Jahre 1074 statteten D’Oyly und sein bester Freund, Roger d’Ivry, die Kapelle mit einem Priesterkolleg aus. Anfangs war die Kapelle dem Heiligen Georg geweiht.
Anfang des 13. Jahrhunderts wurde der hölzerne Donjon am höchsten Punkt der Motte durch einen zehnseitigen, steinernen Donjon ersetzt, der 17,4 Meter hoch war und denen von Tonbridge Castle und Arundel Castle sehr ähnlich sah. Der Donjon schloss eine Reihe von Gebäuden mit ein, sodass der verbleibende Burghof nur noch eine Diagonale von 6,6 Metern hatte. Im Donjon führte eine Treppe 6 Meter nach unten zu einem 3,6 Meter breiten Raum mit einem gotischen, sechseckigen Gewölbe und einem 16 Meter tiefen Brunnen, aus dem während einer Belagerung Wasser geschöpft werden konnte.

### Die Rolle der Burg während der Anarchie und im Krieg der Barone

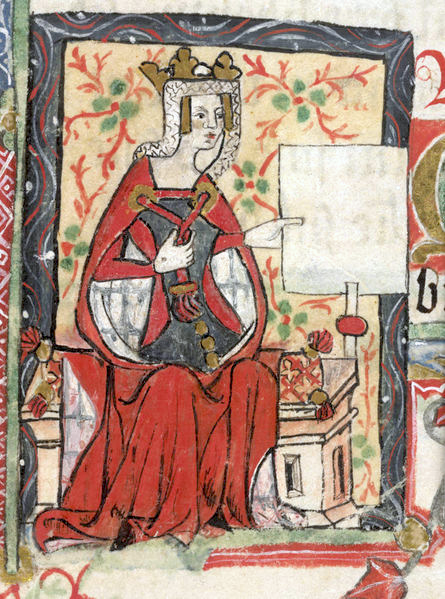
Kaiserin Matilda entkam 1141, während der Anarchie aus Oxford Castle.

Robert D’Oyly der Jüngere, Neffe von Robert D’Oyly dem Älteren, hatte die Burg in den 1140er-Jahren, in der Zeit der Anarchie, von seinem Onkel geerbt. Nachdem er anfangs König Stephan unterstützt hatte, schwor er später Kaiserin Matilda, Stephans Cousine und Rivalin um den Thron, seine Gefolgschaft. 1141 marschierte die Kaiserin nach Oxford und machte die Burg zu ihrer Kampfbasis. Stephan antwortete darauf, indem er im Dezember unerwartet Bristol verließ, die Stadt Oxford angriff und einnahm und die Burg mit Matilda belagerte. Stephan richtete zwei Erdwälle namens „Jew’s Mount“ und „Mount Pelham“ neben der Burg auf, auf denen er Belagerungsmaschinen – größtenteils für Showzwecke – aufbauen ließ. So setzte er die Belagerung fort und wartete, bis Matilda und der Garnison in den nächsten drei Monaten nach und nach die Vorräte ausgingen. Stephan hatte in der Winterzeit selbst Schwierigkeiten, seine Truppen zu versorgen, und so ist sein Entschluss ein Zeichen für die offensichtliche damalige Stärke von Oxford Castle.
Matilda antwortete darauf mit ihrer Flucht aus der Burg; eine Sage erzählt, sie hätte gewartet, bis der Castle Mill Stream zugefroren gewesen wäre, dann hätte sie sich weiß angezogen, um im Schnee getarnt zu sein, ließ sich zusammen mit drei oder vier Rittern über die Mauern abseilen und entkam schließlich in der Nacht durch Stephans Linien, während die Wächter des Königs Alarm zu schlagen versuchten. Der Chronist Wilhelm von Malmesbury meint allerdings, dass sich Matilda nicht über die Mauern abseilen ließ, sondern durch eines der Tore entkam. Matilda erreichte sicher Abingdon-on-Thames und die Garnison von Oxford Castle ergab sich am nächsten Tag Stephans Truppen. Robert D'Oyly war während der letzten Wochen der Belagerung gestorben und die Burg wurde Wilhelm de Chesney für den Rest des Krieges überlassen. Bei Kriegsende wurde das Amt des Konstablers an Roger de Bussy vergeben, bevor es 1154 von Henry D’Oyly, Roberts jüngerem Sohn, beansprucht wurde.
Im ersten Krieg der Barone 1215–1217 wurde die Burg erneut angegriffen, was zu weiteren Verbesserungen an den Befestigungen führte. 1220 ließ Falkes de Bréauté, der viele Burgen in Mittelengland kontrollierte, die Kirche von St. Budoc im Südosten der Burg abreißen und eine Barbakane mit Burggraben bauen, um den Haupteingang zur Burg besser verteidigen zu können. Die verbliebenen Holzbauten wurden durch Steinbauten ersetzt. In diesem Zuge entstand 1235 auch der Round Tower. König Heinrich III. ließ einen Teil der Burg in ein Gefängnis umbauen, insbesondere, um Universitätsangestellte einzusperren, die Schwierigkeiten machten. Er ließ auch die Burgkapelle renovieren, wobei er 1243 und 1246 die alten, vergitterten Fenster durch solche aus buntem Glas ersetzen ließ. Da es nördlich von Oxford den Beaumont Palace gab, wurde Oxford Castle niemals königliche Residenz.

### 14. bis 17. Jahrhundert

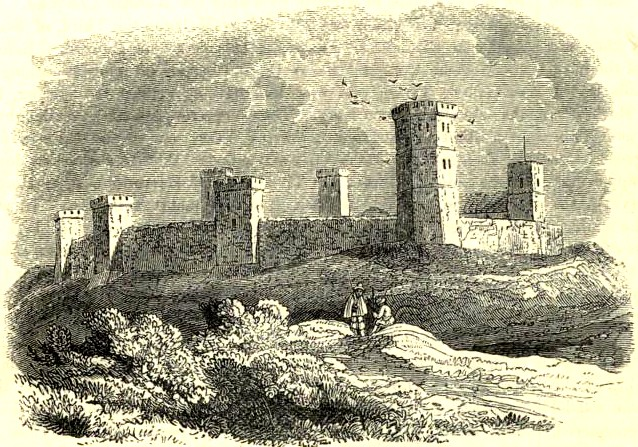
So stellte sich ein Künstler 1845 den Anblick von Oxford Castle im 15. Jahrhundert vor.

Bis 1327 waren die Befestigungen der Burg, insbesondere die Tore und die Barbakane, stark verfallen und man veranschlagte Kosten in Höhe von £ 800 für die notwendigen Reparaturen. Ab den 1350er-Jahren hatte die Burg nur noch wenig militärischen Wert und man ließ sie weiter verfallen. Aus ihr wurde ein Verwaltungszentrum für die Grafschaft Oxfordshire, ein Gefängnis und ein Kriminalgericht. Schwurgerichtsprozesse wurden dort bis 1577 abgehalten. In diesem Jahr brach dort die Pest aus, die als „Schwarzer Schwurgerichtsprozess“ bekannt wurde: Der Lord Lieutenant von Oxfordshire, zwei Ritter, 80 Herren und die gesamte Grand Jury dieses Prozesses fielen ihm zum Opfer, auch Sir Robert D’Oyly, ein Verwandter des Erbauers der Burg. Danach gab man die Abhaltung von Schwurgerichtsprozessen in der Burg auf.
Im 16. Jahrhundert wurde die Barbakane abgerissen, um Platz für Wohnhäuser zu schaffen, und auch im Burggraben wurden neue Häusern gebaut. Im Jahre 1600 war der Burggraben fast ganz versandet und rund um die Burgmauer waren Häuser gebaut worden. 1611 verkaufte König Jakob I. Oxford Castle an James und Robert Younglove, die es wiederum 1613 an das Christ Church College weiterverkauften. Das College verpachtete das Anwesen in den folgenden Jahren an verschiedene ortsansässige Familien. Damals befand sich Oxford Castle in desolatem Zustand, ein breiter Riss zog sich an der Seite des Donjons herunter.
1642 brach der englische Bürgerkrieg aus und die Royalisten machten Oxford zu ihrer Hauptstadt. Truppen der Roundheads belagerten Oxford 1646 erfolgreich und die Stadt wurde von Colonel Ingoldsby besetzt. Ingoldsby ließ die Befestigungen der Burg ausbauen, nicht aber die der umgebenden Stadt, und 1649 ließ er die meisten mittelalterlichen Mauern zerstören, sie durch modernere Erdbastionen ersetzen und den Donjon mit Erdbastionen verstärken, damit er als Plattform für Kanonen dienen konnte. 1652, im dritten englischen Bürgerkrieg, antwortete die Garnison der Parlamentarier auf die Nähe der Truppen von König Karl II. mit dem Abriss der Befestigungen und dem Rückzug in das New College, wobei sie im College große Zerstörungen verursachten. Im Laufe dieser Auseinandersetzung kam es aber zu keinen weiteren Kämpfen in Oxford. Anfang des 18. Jahrhunderts wurde der Donjon abgerissen und der höchste Punkt der Motte in der heute erhaltenen Form gestaltet.

### Rolle als Gefängnis

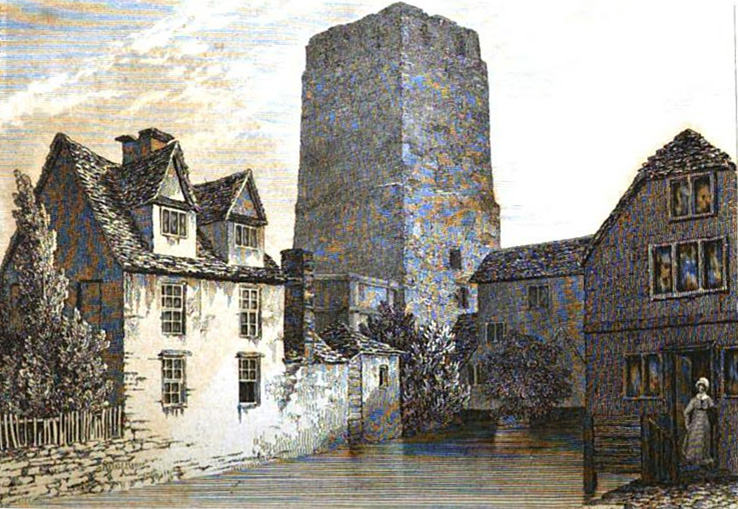
St. George’s Tower 1832

Nach dem Bürgerkrieg diente Oxford Castle vornehmlich als Stadtgefängnis. Wie bei anderen damaligen Gefängnissen verpachtete der Eigentümer, in diesem Falle das Christ Church College, die Burg an Aufseher, die ihren Profit erwirtschafteten, indem sie die Insassen für ihre Kost und Logie zahlen ließen. Das Gefängnis hatte auch einen Galgen, um Gefangene hinzurichten, wie z. B. Mary Blandy 1752. Durch den größten Teil des 18. Jahrhunderts hindurch wurde das Gefängnis von den ortsansässigen Familien Etty und Wisdom betrieben und verfiel zusehends. In den 1770er-Jahren besuchte der Gefängnisreformer John Howard mehrmals die Burg und kritisierte ihre Größe und ihren Zustand, z. B. das Ausmaß, in dem Ungeziefer das Gefängnis befallen hatte. Zum Teil auch wegen dieser Kritik beschlossen die Verantwortlichen de Grafschaft, ein neues Stadtgefängnis bauen zu lassen.
1785 kaufte die Justizverwaltung der Grafschaft Oxfordshire Oxford Castle und der Neubau des Gefängnisses begann unter dem Londoner Architekten William Blackburn. Der weitere Umkreis der Burg veränderte sich Ende des 18. Jahrhunderts mit dem Bau der New Road durch den Burghof und die vollständige Auffüllung des Burggrabens zum Bau des neuen Endes des Oxford-Kanals. Der Bau des neuen Gefängnisses ging mit dem Abriss des Alten Colleges, das an die St.-Georgskapelle angebaut war, und der Verlegung der Krypta 1794 einher. Die Arbeiten wurden 1805 unter Daniel Harris abgeschlossen. Harris wurde als neuer Gouverneur anständig bezahlt und ließ Gefangene erste archäologische Ausgrabungen auf der Burg unter der Leitung des Historikers Edward King durchführen.
Im 19. Jahrhundert entstanden verschiedene neue Gebäude auf dem Gelände, z. B. die neue County Hall 1840–1841 und das Arsenal der Miliz von Oxfordshire 1854. Das Gefängnis wurde 1876 erweitert, womit dann der größte Teil des verbliebenen Platzes im Burghof belegt war. 1888 führten nationale Gefängnisreformen zu Umbenennung des Stadtgefängnisses in HM Prison Oxford.

### Heute

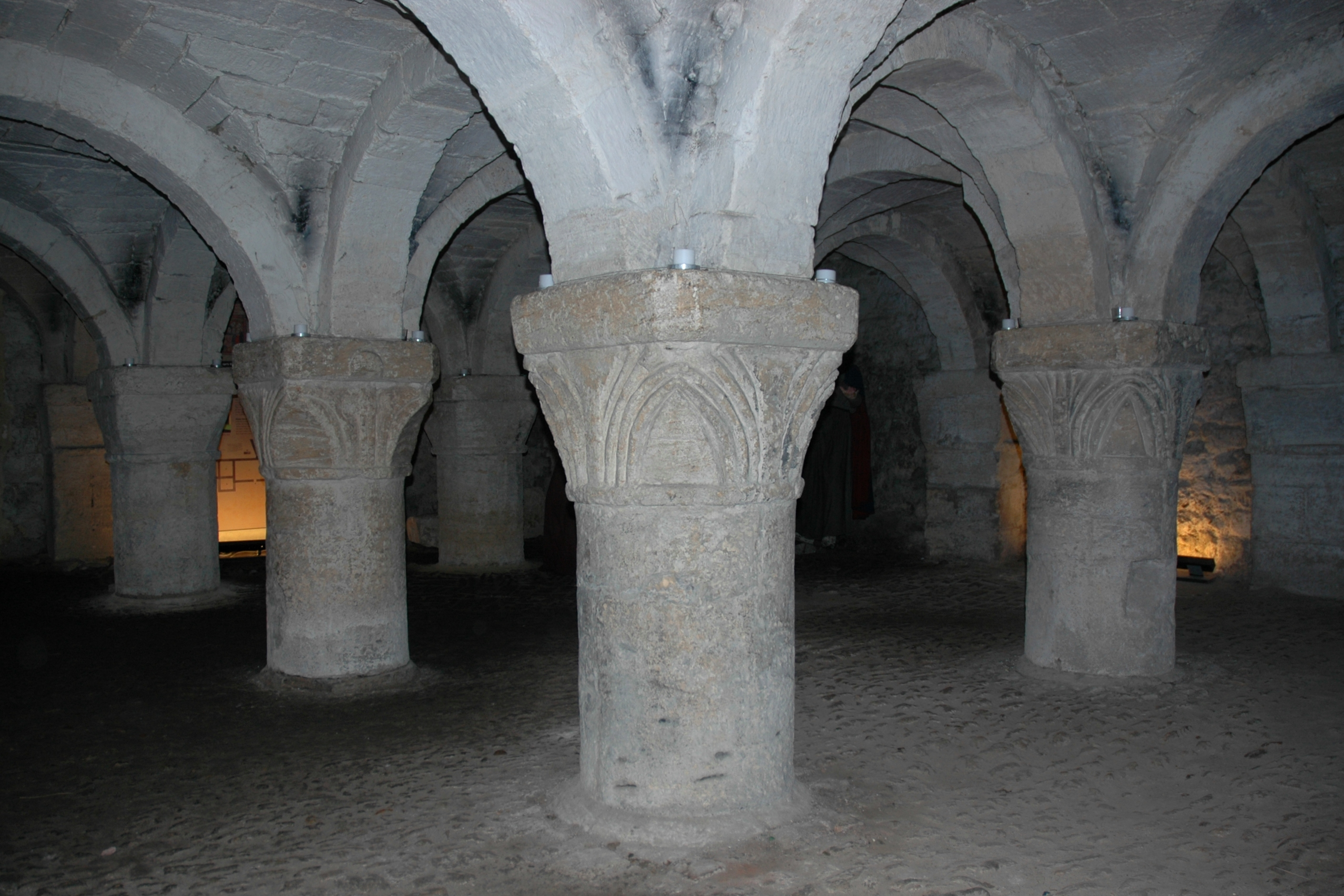
Die St. Georg geweihte Kryptakapelle, die 1794 unter Verwendung der normannischen Säulen und Kapitellen aus dem späten 11. Jahrhundert wiederaufgebaut wurde

Seit 1954 hat English Heritage die beiden ältesten Teile der Burg, die Motte aus dem 11. Jahrhundert mit dem Brunnenraum aus dem 13. Jahrhundert und den St. George’s Tower aus dem 11. Jahrhundert mit seiner Kryptakapelle, dem D-Flügel aus dem 18. Jahrhundert und dem Schuldturm als historische Gebäude I. Grades gelistet. Das Anwesen ist als Scheduled Monument geschützt.
Das Gefängnis wurde 1996 geschlossen und das Anwesen an das Oxfordshire County Council zurückgegeben. Die Gebäude des Gefängnisses Oxford wurden zwischenzeitlich in ein Restaurant, einen historischen Komplex mit geführten Touren und offene Höfe für Märkte und Theateraufführungen umgewandelt. Zu diesem Komplex gehört auch ein Hotel der Malmaison-Kette in einem großen Teil der früheren Gefängnisblocks, wobei frühere Zellen in Zimmer für die Gäste umgewandelt wurden. Die Teile des Gefängnisses aber, in denen körperliche oder Todesstrafen vollstreckt wurden, hat man in Büros umgebaut. Das Entwicklungsprojekt für gemischte Nutzung, das offiziell am 5. Mai 2006 eröffnet wurde, wurde 2007 zum RICS-Projekt des Jahres gewählt.